# Hilimboho
Hilimboho is een bestuurslaag in het regentschap Nias Selatan van de provincie Noord-Sumatra, Indonesië. Hilimboho telt 1571 inwoners (volkstelling 2010).